# Oreodera cocoensis
Oreodera cocoensis là một loài bọ cánh cứng trong họ Cerambycidae.